# Pianos Become the Teeth
Pianos Become the Teeth ist eine US-amerikanische Post-Hardcore-Band, die 2006 in Baltimore gegründet wurde. Sie bildet zusammen mit La Dispute, Touché Amoré, Defeater und Make Do and Mend die Bewegung The Wave.

## Geschichte
Pianos Become the Teeth wurde Ende 2006 in Baltimore gegründet. Ihre erste EP, Saltwater, wurde 2008 über Dawn Records veröffentlicht. Anfang 2009 folgte eine Split-EP mit Ezra Joyce. Das Debütalbum Old Pride wurde 2009 von Blackjaw Records veröffentlicht. Doch schon im Oktober desselben Jahres unterschrieben sie bei Topshelf Records, wo das Album im Januar 2010 noch einmal erschien. Diese Version bekam wesentlich mehr Aufmerksamkeit als die Erstveröffentlichung. Die meisten Kritiker lobten das Album, so gab Andrew Kelham von Rock Sound neun von zehn möglichen Punkten und Brian Schultz von Alternative Press vier von fünf Sternen. Später wurde das Album auch als Vinyl veröffentlicht. Anschließend tourten Pianos Become the Teeth zusammen mit Touché Amoré und Lemuria durch die USA. Im Oktober 2010 wurde eine Split-EP mit The Saddest Landscape über Just Say No! Records veröffentlicht.
Im Januar 2011 begannen Pianos Become the Teeth, ein neues Album zu schreiben, das nach Angaben der Band „dunkler und schwerer“ werden sollte. The Lack Long After erschien im November 2011, eine Tour mit Touché Amoré und Seaheaven folgte.
Im August 2014 unterschrieb Pianos Become the Teeth bei Epitaph Records. Das Album Keep You erschien noch im selben Jahr.

## Stil
Pianos Become the Teeth ist Teil der Bewegung The Wave, die eine neue Generation von Post-Hardcore-Bands mit ähnlichen ideologischen Ansichten darstellt.
Musikalisch gesehen schreibt Pianos Become the Teeth Lieder mit Einflüssen von frühen Screamo-Bands wie City of Caterpillar und Funeral Diner, aber auch Post-Rock-Bands wie This Will Destroy You. In einem Interview meinte die Gruppe, dass es sie zwar ehre, als Screamo-Band bezeichnet zu werden, sie es allgemein jedoch eher nicht befürworten. Mit dem Album Wait for Love übernahmen stilistisch Shoegaze- und Post-Rock-Elemente sowie klarer Gesang. Dieser Stil wurde auf dem Album Drift weitergeführt und durch „eine gigantische Klangwelt aus Keys, Flächen, Kalimbas und Naturgeräuschen“ transportiert.
Sänger Kyle Durfey schreibt sehr persönliche Texte, die sich oft mit besonderen Ereignissen aus seinem Leben beschäftigen. Auf dem Album Old Pride singt er zum Beispiel über das „junge Feuer“, das man in seiner Jugend spürt, und den „alten Stolz“ (eng. old pride), sich im Alter gut mit seinem Leben fühlen zu können.

## Diskografie
- 2008: Saltwater (EP, Doomed by Dawn Recordings)
- 2009: Split-EP mit Ezra Joyce (Bear Records)
- 2009: Old Pride (Blackjaw Records)
- 2011: The Lack Long After (Topshelf Records)
- 2014: Keep You (Epitaph Records)
- 2018: Wait for Love (Epitaph Records)
- 2022: Drift (Epitaph Records)